# Partiell derivata
I matematiken är en partiell derivata av en flervariabelfunktion dess derivata med avseende på en av dess variabler, med de andra variablerna betraktade som konstanter. Partiella derivator används flitigt inom matematisk analys.
Den partiella derivatan till en flervariabelfunktion {\displaystyle f}, med avseende på en variabel {\displaystyle x}, har många olika beteckningar. Några är:
{\displaystyle {\partial f \over \partial x}\quad f_{x}^{'}\quad D_{x}f\quad \partial _{x}f}

## Definition
Definiera flervariabelfunktionen {\displaystyle f:\mathbb {R} ^{n}\mapsto \mathbb {R} } som {\displaystyle f(x_{1},x_{2},...,x_{n})}.
{\displaystyle f} är alltså en funktion som beror av {\displaystyle n} stycken variabler. Låt oss sätta {\displaystyle n=2}, så att {\displaystyle f=f(x,y)}. En partiell derivata, med avseende på {\displaystyle x}, är derivatan av funktionen {\displaystyle x\mapsto f(x,y)}. Notera att det är enbart {\displaystyle x} som avbildas på {\displaystyle f}. {\displaystyle y} kan således betraktas som en konstant, och vi kan som vanligtvis derivera {\displaystyle f}, med avseende på {\displaystyle x} i punkten {\displaystyle (a,b)}, med derivatans definition:
{\displaystyle {\partial f \over \partial x}=\lim _{h\to 0}{\frac {f(a+h,b)-f(a,b)}{h}}}.
Mer generellt har vi för flervariabelfunktionen {\displaystyle f(x_{1},x_{2},...,x_{n})} av {\displaystyle n} variabler att om {\displaystyle a=(a_{1},a_{2},...,a_{n})} är en inre punkt i definitionsmängden {\displaystyle D_{f}}, och om gränsvärdet
{\displaystyle \lim _{h\to 0}{\frac {f(a_{1},...,a_{i}+h,...,a_{n})-f(a_{1},...,a_{n})}{h}}}
existerar, så säger vi att {\displaystyle f} är partiellt deriverbar i punkten {\displaystyle a} med avseende på variabeln {\displaystyle x_{i}}. Om funktionen är partiellt deriverbar för alla {\displaystyle 1\leq i\leq n} säger vi att {\displaystyle f} är partiellt deriverbar i punkten {\displaystyle a}.

## Exempel
En partiell derivata till den reellvärda funktionen f(x1,x2, .. , xn) är en funktion {\displaystyle D_{x_{k}}f} (där k är ett heltal mellan 1 och n, inklusive gränserna) som beskriver hur snabbt f växer med avseende på variabeln xk.
När man deriverar en funktion av flera variabler betraktar man alla variabler, utom den som ska deriveras med avseende på, som konstanter.
Exempel
Om
f = x2y
så är 
Dx f = 2xy
och 
Dy f = x2.
Högre derivator bildas på motsvarande sätt som för de ordinära derivatorna:
Dxx f = 2y (Låt y vara konstant; derivera funktionen som nu bara beror på x två gånger)
Dyy f = 0 (Låt x vara konstant; derivera funktionen som nu bara beror på y två gånger)
Dxy f = 2x
Den sista bör uppmärksammas. Den anger att man först betraktar y som en konstant och deriverar med avseende på x. Resultatet kan betraktas som en ny funktion av två variabler. Denna nya funktion kan sedan deriveras med avseende på y.
Notera också att Dxy f = Dyx f om f är deriverbar tillräckligt många gånger.

### Beteckningar
Ett flertal olika beteckningar används för partiella derivator. Vi har bland annat:
{\displaystyle f_{x}^{\prime }=f_{x}={\partial f \over \partial x}={\partial  \over \partial x}f=D_{x}f=\partial _{x}f}
och för högre derivator
{\displaystyle f_{xx}^{\prime \prime }=f_{xx}={\partial ^{2}f \over \partial x^{2}}=D_{xx}^{2}f=\partial _{xx}^{2}f}

## Differential
Se även artikeln differential
Differentialen av funktionen f(x1,x2, .. , xn) definieras som
{\displaystyle df={\partial f \over \partial x_{1}}dx_{1}+\cdots +{\partial f \over \partial x_{n}}dx_{n}}
Detta kan tolkas som att om xi ändras ytterst lite (med storleken dxi), så ändras f med ungefär df.
Jämför med specialfallet då funktionen bara beror på en variabel.

### Exempel
Volymen av en kon med höjden h och basradien r ges av {\displaystyle V(r,h)={\frac {\pi r^{2}h}{3}}}.
Då blir {\displaystyle dV={\frac {2\pi rh}{3}}dr+{\frac {\pi r^{2}}{3}}dh}

## Formella egenskaper
Även de partiella derivatorna definieras genom gränsvärden.
Låt U vara en öppen delmängd i Rn där den reellvärda funktionen f är definierad.
Den partiella derivatan av f i punkten 
a=(a1,...,an)∈U med avseende på variabeln xi som 
{\displaystyle {\frac {\partial }{\partial x_{i}}}f(\mathbf {a} )=\lim _{h\rightarrow 0}{f(a_{1},\dots ,a_{i-1},a_{i}+h,a_{i+1},\dots ,a_{n})-f(a_{1},\dots ,a_{n}) \over h}}
En skillnad mot ordinära derivator är att även om alla partiella derivator ∂f/∂xi(a) existerar i en given punkt a, så behöver inte funktionen vara kontinuerlig där. Om däremot samtliga derivator existerar i en omgivning av a och är kontinuerliga där, så är f differentierbar där, och differentialen är då kontinuerlig. Då säges f tillhöra mängden C1 (eller vara en C1-funktion)
De partiella derivatorna ∂f/∂xi kan betraktas som nya funktioner definierade på U. Dessa kan åter deriveras partiellt. Om samtliga blandade derivator existerar och är kontinuerliga, så kallas f för en C2-funktion. I detta fall kan de partiella derivatorna byta ordning:
{\displaystyle {\frac {\partial ^{2}f}{\partial x_{i}\,\partial x_{j}}}={\frac {\partial ^{2}f}{\partial x_{j}\,\partial x_{i}}}}
Vektorn bestående av alla partiella derivator av f i en given punkt a kallas gradienten av f i punkten a:
{\displaystyle \operatorname {grad} f(a)=\left({\frac {\partial f}{\partial x_{1}}}(a),\dots ,{\frac {\partial f}{\partial x_{n}}}(a)\right)}
Om f är en C1-funktion, så har grad f(a) en geometrisk betydelse: vektorn pekar åt det håll i vilket f växer snabbast.